# Biomineralisatie

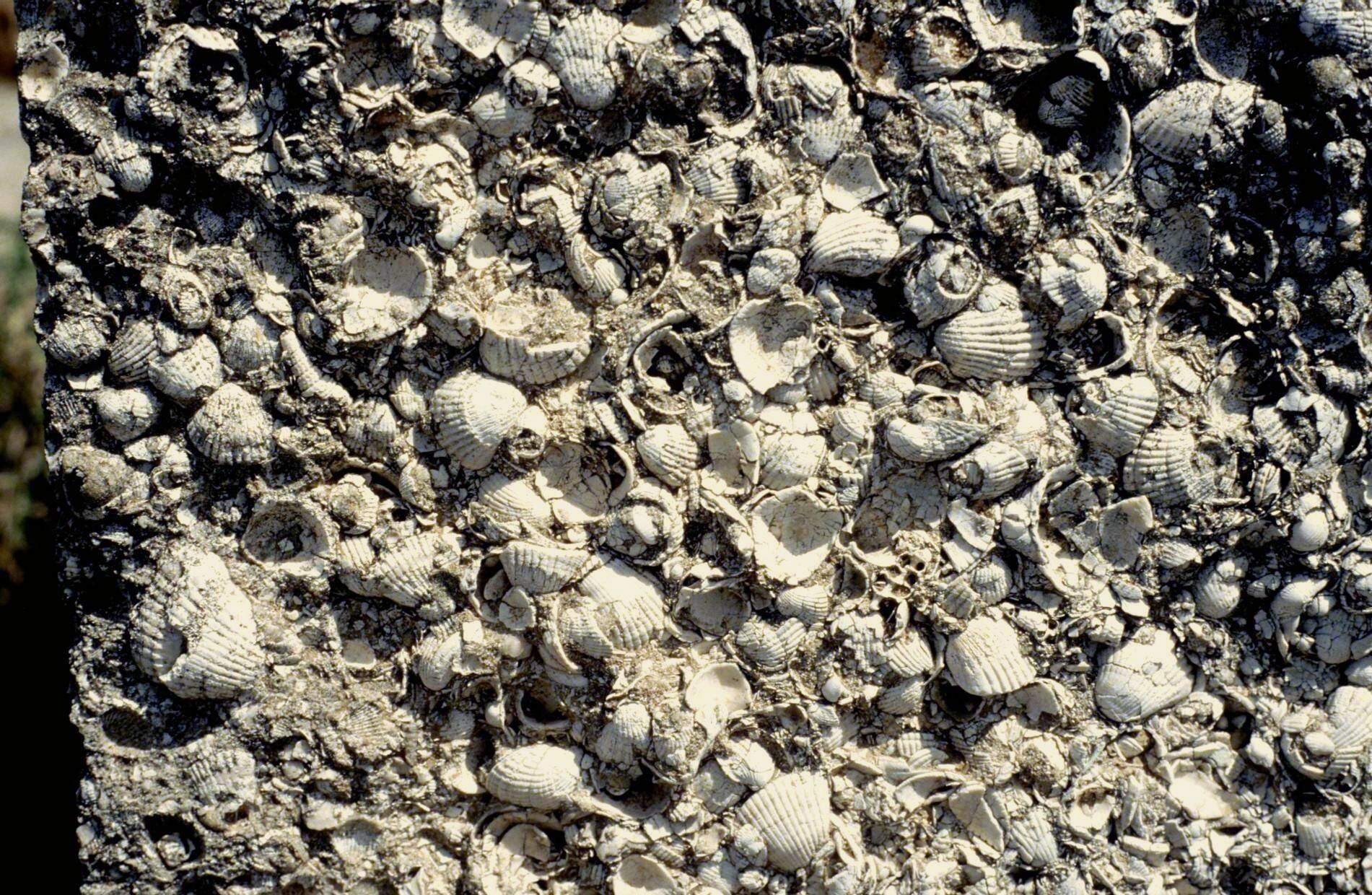
Verweerde dimensiesteen met schelpen, aanwezig bij de Tempel van Zeus in Olympia, Griekenland

Biomineralisatie is een fysiologisch proces, waarbij door organismen mineralen op een gestructureerde manier worden gevormd.
De bekendste vorm van biomineralisatie is de vorming van de schelp van een schelpdier. Het mineraal dat daarbij wordt afgezet is kalk (CaCO3), meestal in de aragonitische kristalvorm, maar soms ook als calciet. Andere organismen gebruiken silicaten als bouwmateriaal, bijvoorbeeld de diatomeeën. Botten van gewervelde dieren, zoals de mens, bevatten vooral het mineraal calciumfosfaat.
Bij biomineralisatie is er sprake van een biochemisch mechanisme dat de kristallisatie van het mineraal bestuurt. Dat zorgt ervoor dat het mineraal op een bepaalde manier en in een bepaalde vorm aangroeit. 
De nucleatie en groei van kristallen is een zeer ingewikkeld proces, dat in het laboratorium maar met grote moeite onder de knie gekregen kan worden. De eerste onderzoeker op het gebied van biomineralisatie was Pieter Harting.